# Los Ajenos
Los Ajenos es una banda costarricense de rock-fusión-latino y ska formado en 2007 por Luis Gabriel “Luisga” Loria, Andrés "Fofo" Madrigal y Jose Pablo Calvo.
La banda nace como un proyecto de pop romántico, pero tras un cambio radical en sus integrantes se da un giro a su música por una más festiva, bailable e irreverente, fusionando nuevos ritmos como el merengue, cumbia, ska, rock, entre otros y mostrando en sus espectáculos mucha comicidad, alegría y energía.

## Biografía
La banda nace como un proyecto personal del cantante y compositor Luis Gabriel "Luisga" Loria con el cual se graba  Contradicciones en 2007 y un EP Íntima Canción en 2009 junto a músicos invitados. Pero para finales de 2009 "Luisga" junto a "Fofo" y Jose Pablo Calvo, deciden cambiar el rumbo del proyecto personal por un enfoque más festivo, es así como deciden buscar músicos que formen parte del proyecto de manera fija y así ingresan Luis Carlos "Pitín" Martínez en la trompeta, Andrés Jiménez en el bajo y Jorge "Jorix" Chinchilla en el trombón.
En 2010 tras unirse al proyecto Juan "Gnomo" Benavides en la guitarra eléctrica la banda realiza su primera gira a México en el DF y al estado de Zacatecas. Participan en varios festivales de folclor donde pre-producen el disco Ajenas Intenciones que se llega a terminar de grabar ese mismo año. Esta producción saca los sencillos "Mi Norte" y "Y Ahora Ve" a radio. En 2011 se realizan los videoclips de estos sencillos y realizan nuevamente una gira a Zacatecas. 

### 2012 - 2018
En 2012 deciden dar un giro aún más radical a su música y lanzan los sencillos "Me Vale Un Cu" y "El Fua". Al mismo tiempo su cover "Pamela Chu" llega a volverse muy popular, por lo que deciden contactar a los creadores de esta canción y realizar una gira en Costa Rica junto a ellos, para poder grabar la canción y hacer un video musical junto con los creadores. Es así, como la banda argentina radicada en México Club Atlético Carnaval accede a colaborar con Los Ajenos y sale a la luz "Pamela Chu" en radio y televisión. Por tanto, en este año se graban los videoclips de "Me Vale Un Cu" y "Pamela Chu", que llegan a dar los elementos de irreverencia y festividad que aún mantiene la banda. Para finalizar este año Los Ajenos deciden hacer un homenaje a sus giras por Zacatecas y sacan el sencillo "Mireya", un tema que fusiona el ritmo de quebradita mexicana, además incluyó una pequeña coreografía, convirtiéndola en otro elemento característico de Los Ajenos.
El 2013 lo inician sacando el sencillo "El Verano Ya Llegó" junto a una campaña publicitaria telefónica. Sacan el sencillo "Olé, Olé" en homenaje al buen desempeño de la Selección Nacional de Fútbol de Costa Rica, realizan una gira a Guatemala. Producen y sacan el disco Pena Ajena, el cual trae casi todos los sencillos que se sacaron durante el 2012 y 2013, así como algunas baladas románticas típicas del proyecto inicial. Para finales de este año la banda busca otra colaboración y logra compartir una nueva gira por el país, esta vez con la banda panameña Los Rabanes, produciendo juntos el sencillo llamado "Ya No Te Lloro Más" que logró mucha popularidad radial durante inicios del 2014 en Costa Rica.
En 2014 arrancan con otro sencillo junto a campaña publicitaria de televisión llamada "Cumbia de Los Locos", además para este año realizan otras giras en Panamá, México, Honduras, Estados Unidos de América y Brasil. En México se presentan en el programa Sabadazo. Lanzan el sencillo "Oh!" junto a Club Atlético Carnaval como tributo a sus giras por estos países latinoamericanos y lanzan "Vuelo Sin Razón" junto al costarricense Shel Dixon. En este año la banda filma su primer DVD en el Gimnasio Nacional de Costa Rica llamado "La Fábrica De Locura", logrando traer a viejos conocidos como Club Atlético Carnaval, Los Rabanes y varios artistas costarricenses como Shel Dixon.  Esta producción tiene como sencillo "Loco" junto al panameño Martin Machore. Participan brevemente en la película costarricense Maikol Yordan de Viaje Perdido. En este año el guitarrista Juan "Gnomo" Benavides sale del proyecto y es reemplazado por Gerardo Porras guitarrista invitado que llega a formar parte del grupo hasta el 2016 por decisión de ambas partes. Este año son declarados personajes del año por el periódico costarricense La Nación.
En 2015 la banda inicia con una nueva campaña publicitaria telefónica con el sencillo "Doble Check" y una campaña publicitaria de televisión de electrodomésticos. Además entran al proyecto de manera permanente otros dos músicos conocidos por la banda: Nelson Segura en los teclados y Kendall Berrocal en la percusión, por lo que la banda pasa de siete músicos a nueve. Su primera gira en este año fuera de Costa Rica es Perú, donde realizan una colaboración con el cantante Koky Bonilla cantante de la banda Afrodisiaco con el que regraban el sencillo "Corazón Malherido" . Además colaboran grabando el sencillo "Conquistar Su Amor" para la telenovela peruna Al Fondo Hay Sitio. Los Ajenos emprenden por segunda vez hacia Guatemala durante Semana Santa tocando junto a Chino y Nacho y artistas chapines como Ale Mendoza y Los Miseria. Además realizan otra colaboración en Costa Rica con el cantante venezolano nominado al Grammy latino Julio César con el sencillo "Sígueme". Y regresan al programa de televisión mexicano Sabadazo por segunda vez. Son nombrados además embajadores Casio para Costa Rica, por lo que se les diseñó un reloj edición especial. Su música es utilizada como banda sonora del drama Defenders of life y de la comedia peruana La Herencia. Lanzan el sencillo "Te Lo Perdiste" junto a la banda paraguaya Los Verduleros. Además sacan su producción "Fábrica de Locura" grabada el año anterior siendo su primer álbum en vivo. Para finales de este año lanzan "Aprétame" junto al chapín Ale Mendoza simultáneamente con el sencillo "Alegría".  
Para el 2016 Los Ajenos lanzan el sencillo "La Cumbia Del Revolcón" junto al rapero chapín Mr. Fer con el que realizan una gira por Guatemala junto al cantante JBalvin durante Semana Santa. La banda inicia una nueva etapa en su producción musical al iniciar su relación con el productor Colombiano/Estadounidense Daniel Valencia, conocido como Daneon, con el cual producen el tema "El Idiota" y "Esto Se Va A Descontrolar". Para mediados de este año lanzan un tema para una campaña de una institución del estado llamado "Camina Conmigo" y tras una gira a Honduras se colabora en la producción de la banda Los Bohemios "Bajo La Misma Almohada" con la que se graba también un videoclip en la ciudad de Tegucigalpa lanzado el siguiente año. Tras la salida de su guitarrista Gerardo Porras tras el juicio por violación contra menor de edad del cual la banda tenía conocimiento desde 2015, entra a la banda Daniel Espiliz como guitarrista eléctrico. Con la producción "El Idiota" la banda graba su video en Caracas, Venezuela y le dan un giro a su estilo por uno más urbano, este sencillo es relanzado con un Remix por la agrupación colombiana Alkilados. Para finales de este año la agrupación realiza una gira a Nueva Jersey y graban dos temas en Congahead, presentando una versión inédita llamada "Rumba Pura Vida".
Inician el año lanzando "Esto Se Va A Descontrolar" en conjunto con su productor Daneon de Miami, este sencillo es relanzado varias veces en versiones remix con artistas como Xavi, Ale Mora y Échele Miel. Para finales de enero se estrena la película hondureña "La limpia, la chancha y la Santa María" en la cual forman parte varios temas de Los Ajenos en su banda sonora. Para mediados de este año lanzan su cuarto álbum de estudio "Manual de Música Festiva" con el que se compilan una gran cantidad de sencillos desde 2014 hasta este año incluyendo una nueva colaboración con los hondureños de "Los Bohemios" llamado "La Cumbia de La Limpia (Remix)" con el rapero chapín de "Mr Fer".
Durante este año la banda comparte escenario con el puertorriqueño Ozuna a inicios del año. Y junto a la banda mexicana Los Ángeles Azúles provocando indignación en gran parte del público. Durante la primera mitad de este año la banda se graba el video musical del sencillo "La Traicionera" junto a la cantante costarricense Avi en La Habana, Cuba con el director cubano Jose Rojas. Para finales de este año graban el tema "Tome Pal Pinto" junto al saxofonista estadounidense Leo Pellegrino y el tema "La Cura" para la película Maikol Yordan 2: La cura lejana producida por los comediantes costarricenses La Media Docena.

### 2019-2021
Iniciando el año 2019 la banda estrena el sencillo "Corazón Ajeno" como agradecimiento a su público por 10 años de carrera. Participan en el festival de música mexicano Rock X La Vida en su décima tercera versión. Así mismo realiza dos colaboraciones musicales: la primera con la banda peruana Afrodisiaco y con los argentinos de La Mosca Tse Tse con el tema "El Festejo de La Vida"; también con los costarricenses de Toledo y Gonín con la canción "No Me Interesa". Para finales del 2019 realizan un concierto de celebración de su décimo aniversario. Durante el año 2020 lanzan el álbum recopilario "Pronto Volveremos" el cual cuenta con temas lanzados durante los años anteriores y con tres canciones inéditas: "Pronto Volveremos", "Loco", "Se Nota".

## Integrantes
- Luis Gabriel "Luisga" Loria - Voz principal, compositor y guitarra
- Jose Pablo Calvo - Batería
- Andrés Jiménez - Bajo
- Nelson Segura - Teclados
- Kendall Berrocal - Percusión
- Daniel Espiliz - Guitarra eléctrica
- Jose Cantillano - Trombón
- Luis Vargas - Trompeta

## Discografía

### Álbumes de estudio
- 2007: Contradicciones
- 2010: Ajenas intenciones
- 2013: Pena Ajena
- 2017: Manual de Música Festiva (Para otras bandas)
- 2020: Pronto Volveremos

### Álbumes en vivo
- 2015: Fábrica De Locura

### Sencillos
2011 
- Mi Norte
- Y Ahora Ve

2012 
- Me Vale Un Cu
- El Fua
- Pamela Chu (Feat. Club Atlético Carnaval)
- Mireya

2013 
- El Verano Ya Llegó
- Parte de tu Vida
- Oh! (Feat. Club Atlético Carnaval)
- Olé, Olé
- Ya No Te Lloro Más (Feat. Los Rabanes)

2014 
- Cumbia de Los Locos
- Vuelo Sin Razón (Feat. Shel Dixon)
- Loco (En Vivo)

2015 
- Doble Check
- Conquistar su Amor
- Te Lo Perdiste (Feat. Los Verduleros)
- Aprétame (Feat. Ale Mendoza)
- Alegría

2016 
- La Cumbia del Revolcón (Feat. Mr Fer)
- Camina Conmigo
- El Idiota
- El Idiota (Alkilados Remix)

2017
- Esto Se Va A Descontrolar
- Esto Se Va A Descontrolar (Xavi Remix)
- Esto Se Va A Descontrolar (Ale Mora Remix)
- Esto Se Va A Descontrolar (Échele Miel Remix)
- Perfidia
- Creada a Mi Manera (Échele Miel & Tapón)

2018
- La Traicionera (Feat. Avi)
- Tome Pal Pinto (Feat. Leo P)
- La Cura

2019
- Corazón Ajeno
- Cha Cha Cha
- Dame una Sonrisa
- No Me Interesa junto a los costarricenses de Toledo y Gonín

2020
- Dame Una Sonrisa
- Pronto Volveremos

2021
- Ya Me Di Cuenta #Remix (Mr Yambo, Maul on The Mix)

2022
- Dame Una Sonrisa
- Es Viernes y El Cuerpo Lo Sabe junto a Pranz

### Colaboraciones Internacionales
- 2014 Sígueme del venezolano Julio César
- 2015 Corazón Malherido del peruano Koky Bonilla
- 2016 Bajo La Misma Almohada de los hondureños Los Bohemios
- 2019 Pero No de los chapines Son Latino
- 2019 El Festejo de la Vida de los peruanos Afrodisiaco y los argentinos La Mosca Tse Tse